# Carlo Antonio Tavella
Carlo Antonio Tavella dit Il Solfarola (Milan, 1668 -  Gênes, 1738) est un peintre italien baroque de la fin du XVIIe et du début du XVIIIe siècle, appartenant à l'école génoise, spécialisé dans les paysages.

## Biographie
Issu d'une famille génoise Carlo Antonio Tavella naît cependant à Milan, puis il commence son apprentissage auprès du peintre Giuseppe Merati, puis chez un peintre du nom de  Johann Gruembroech (ou Greuenbrech).
Sa formation acquise, Tavella part à Gênes en 1688 et en 1695, il travaille dans l'atelier du peintre flamand Pieter Mulier le Jeune (Molyn) appelé Cavalieri Tempesta, dit il Tempesta, puis il s'installe définitivement à Gênes en 1701, devenu le peintre de paysages le plus renommé de la ville.
Il collabore avec  Alessandro Magnasco  entre 1688 et 1700, près de la cour de Ferdinand de Médicis à Florence, puis à Livourne en 1707-1708 ou réside le prince en hiver, une collaboration étendue à Van Houbraken, peintre de fleurs et de nature mortes dans les mêmes villes. Il collabore à la casa Piola à Gênes avec Domenico et Paolo Piola où il aide aux décorations du Palazzo Franchi.
Tavella eut deux filles,  Angiola et   Teresa qui fut également peintre, et son élève, comme Niccolo Micone, dit Lo Zoppo.

## Œuvres
- Fresques du Palazzo Rosso, Gênes
- Sant'Agostino e l'angelo,   Chiesa parrocchiale di Sant'Ambrogio, Uscio, avec Enrico Vaymer
- Paysage (1707), Accademia ligustica di Belle Arti, Gênes
- Représentation de Zénobie, portrait en pied, collection privée
- Le Paradis, animaux  et Dieu le père, collection privée
- Paese con pastori in riva a un lago
- Paesaggio fluviale con contadini ed armenti al guado, una cascata con ponte di legno ed un borgo sullo sfondo
- Paesaggio fluviale con tre figure in costume classico in primo piano, armenti all'abbeverata e borghi in lontananza
- Paesaggio con Contadini A Riposo Con Il Gregge
- Paesaggio con Viandanti
- Paesaggio con Figure
- Au Musée diocésain de Milan, collection Pozzobonelli :
  - Paysage avec pêcheurs,
  - Paysage avec bergers,
  - Paysage avec figures féminines, bergers, ...,
- Musées français des beaux-arts :
  - Paysage au troupeau de moutons, musée des beaux-arts de Nantes
  - Paysage italien, musée de Grenoble
  - Madeleine pénitente dans un paysage de rochers, musée des beaux-arts de Bordeaux

## Sources
- (en) Cet article est partiellement ou en totalité issu de l’article de Wikipédia en anglais intitulé « Carlo Antonio Tavella » (voir la liste des auteurs).